# Tampa Bay Buccaneers
A Tampa Bay Buccaneers amerikaifutball-csapat az Amerikai Egyesült Államokban, a floridai Tampában, amely az NFL National Football Conference (NFC) főcsoportjának déli csoportjában játszik.

## Története

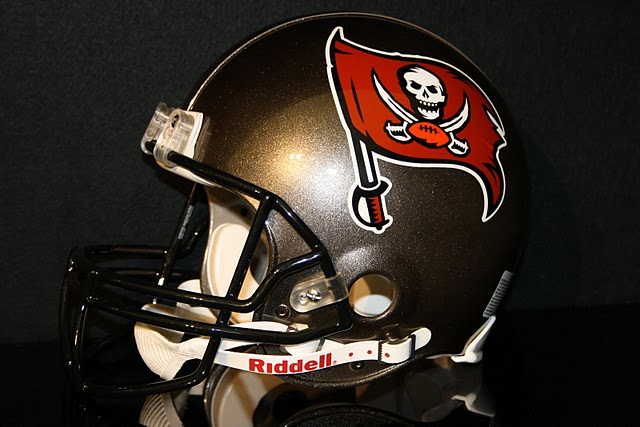
A Tampa Bay sisakja

A Tampa Bay-i futballklubot eredetileg egy Tom McCloskey nevű vállalkozó alapította 1974 tavaszán, de a tulajdonjog végül egy jacksonville-i adótanácsadó kezébe került. A Buccaneers (Kalózok) nevet négyszáz névjelöltből választották ki, a városban ugyanis a 20. század eleje óta megrendezték a Gasparilla Kalózfesztivált.
A csapat 1976-ban kezdte meg a szereplését az NFL-ben John McCay vezetőedző irányításával, az American Football Conference (AFC) nyugati csoportjában. A győzelem nélkül zárt első szezon (1944 óta nem történt ilyen) után átsorolták a klubot az NFC főcsoport Central csoportjába. Az 1977-es szezon sem volt jobb, de a szezon két utolsó mérkőzését már meg tudták nyerni. 1978-ban tovább javult a játék (5–11), és az áttörés az 1979-es szezonban jött el. Az alapszakaszt – köszönhetően elsősorban az erős védelemnek – először zárták pozitív mutatóval (10–6), amivel megnyerték a csoportjukat, és bejutottak a rájátszásba. A főcsoport-elődöntőn kiváló játékkal legyőzték a Philadelphia Eaglest 24–17-re, de a Super Bowlba már nem sikerült bejutniuk, mert a főcsoportdöntőn a Los Angeles Rams legyőzte őket 9–0-ra. Az év védőjének Lee Roy Selmont választották meg. 1981-ben ismét csoportgyőztesek lettek, de a rájátszásban kikaptak a Dallas Cowboystól. Az év végén megrendezett Pro Bowlon Lee Roy Selmon a meccs MVP-je lett. A kiváló irányító, Doug Williams – mivel remek játéka ellenére sem kapott fizetésemelést (kategóriájában a liga fizetési listája utolsó helyén állt) – az 1982-es szezon után bejelentette, hogy elhagyja a ligát. Nélküle a Buccaneers a következő szezont siralmas, 2–14-es mutatóval zárta, mi több, a következő tizenhárom idényben is nagyon gyengén, folyamatosan negatív mutatóval szerepeltek. Doug Williams a két évvel később visszatért az NFL-be, és a Washington Redskinsnél futballozott még három szezonon át, és új csapatával Super Bowlt nyert, sőt a szuperdöntő legértékesebb játékosa is ő lett. Hugh Culverhouse tulajdonos ezután minden bizonnyal megbánta zsugoriságát.

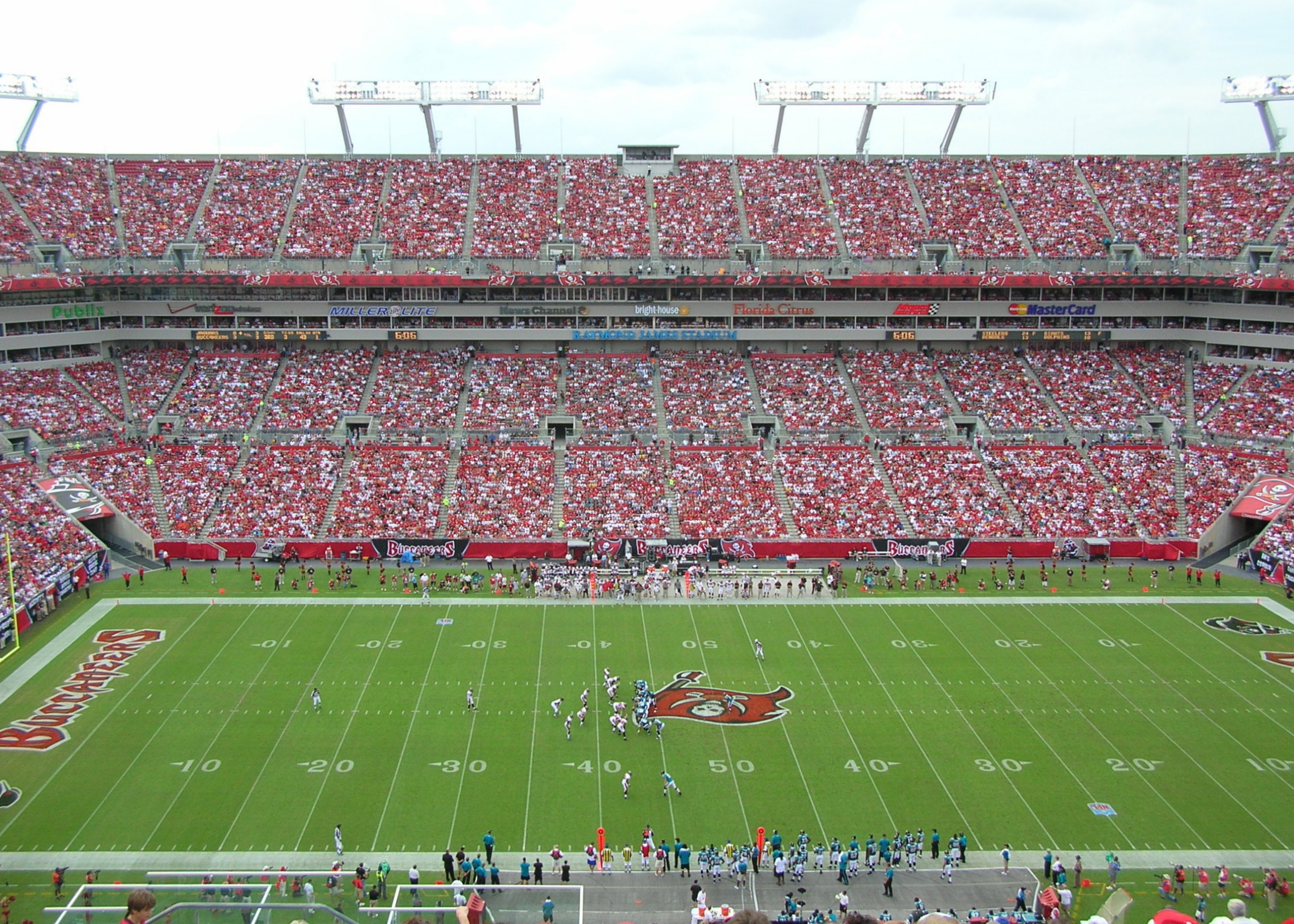
A Raymond James stadion

1994 augusztusában elhunyt Culverhouse, a fia pedig eladta a csődközelben lévő franchise-t Malcom Glazernek, aki az igazgatóságba beültette három fiát is. Építkezésbe kezdett mind a csapat, mind a stadion vonatkozásában. 1996-ban szerződtette Tony Dungy vezetőedzőt, egy új stadion építését pedig kiharcolt a városnál. A kiábrándító majd’ másfél évtizedes vesszőfutás után 1997 volt az első pozitív mutatót hozott szezon (10–6). Még a rájátszás első fordulóját is sikerrel vették, a Detroit Lionst verték 20–10-re. A csapat játékosai hosszú idő után év végi díjakat nyertek, de maga Dungy is az év edzője lett (Maxwell Award). Az általa kidolgozott, „Tampa 2” néven ismert védelmi rendszer kiválóan működött, és később elterjedt a többi csapatnál is. 1998-ban beköltözhettek a vadonatúj Raymond James stadionba, majd a következő szezontól folytatódott a jó szereplés. Négy éven keresztül bejutottak a rájátszásba, és az igények megnövekedését jelzi, hogy a 2001-ben elvesztett rájátszásmérkőzés miatt Dungyt leváltották, és a helyére Jon Grudent állították.
A 2002-es szezonban felértek a csúcsra. 12-4-gyel megnyerték a csoportjukat, a rájátszásos szakaszban megverték a San Francisco 49erst (31–6) és a Philadelphia Eaglest (27–10), és bejutottak a 37. szuperdöntőbe. Az összecsapást 2003. január 26-án rendezték San Diegóban, az ellenfél az AFC bajnoka, az Oakland Raiders volt, amelyet a Tampa Bay biztosan vert 48–21-re, és története során először bajnok lett. A mérkőzés legjobbja Dexter Jackson védő lett. Két szerény idény után 2005-ben nyerték meg ismét a csoportjukat, de a rájátszásbeli mérkőzés már nem sikerült. A 2008-as szezon után megváltak Grudentől, a feladatát Raheem Morris vette át, de az eredmények nem jöttek. A 2011-es szezont nagyon rossz, 4–12-es mutatóval zárták, ezért a 2012-es évadot már Greg Schiano vezetőedzővel kezdték.